# Happy Hour
«Happy Hour» és el segon senzill de l'àlbum Pacific Daydream, onzè en la discografia del grup estatunidenc Weezer, i fou llançat el 31 d'octubre de 2017.
Aquesta cançó es desvia força del so habitual de la banda, deixant de banda les guitarres distorsionades i optant per una producció de més capes i un tempo més lent. Sense deixar de ser pop rock, es va encaminar cap al R&B, tan llunyà per ells fins al moment.

## Llista de cançons
| Núm. | Títol        | Durada |
| ---- | ------------ | ------ |
| 1.   | «Happy Hour» | 2:57   |